# Крабоядная лягушка
Крабоядная лягушка (Fejervarya cancrivora) — вид земноводных из семейства Dicroglossidae.

## Общие сведения
Крабоядная лягушка обитает в странах Юго-Восточной Азии, включая Тайвань, Китай (в том числе, на острове Хайнань), Филиппины. На запад её ареал простирается вплоть до Ориссы в Индии, но там лягушки встречаются уже реже. Представители этого вида предпочитают жить в мангровых лесах и болотах и являются единственным известным на сегодняшний день земноводным, которое может некоторое время находиться в морской воде. Лягушки могут находиться в морской среде в течение коротких периодов, если вода солёная, и более длительных, если она солоноватая. Взрослые особи могут выжить в воде, солёность которой достигает 2,8 %, а головастики — даже 3,9 %.

## Лягушка и человек
В странах Юго-Восточной Азии эту лягушку употребляют в пищу, особенно ценятся за вкус её лапки. Вид относят к наименее угрожаемым из-за большой популяции и хорошей приспособляемости к различным условиям.